# Likit Andersson
Likit Neimwan-Andersson, född 24 februari 1973 i Phitsanulok, Thailand, är en thailändsk-svensk före detta professionell ishockeyspelare (back) och ishockeytränare.
Han har spelat 2 för matcher för Frölunda HC i Elitserien under säsongen 2004-05.